# Jérôme Batout
Jérôme Batout (né le 1er mars 1979 à Versailles) est un philosophe et économiste français,, également conseiller de personnalités politiques ou de dirigeants d'entreprises.

## Biographie
Jérôme Batout est docteur en philosophie et sciences sociales, de l'École des hautes études en sciences sociales,,. Il est par ailleurs diplômé de la London School of Economics, et de Sciences Po Paris,. 
Il commence sa carrière en 2003 à Londres au Crédit suisse First Boston,. Il est, par la suite, enseignant à la London School of Economics,, et, de 2006 à 2009, secrétaire général administratif adjoint du Parti socialiste. En 2010, il administre une mission de Médecins sans frontières dans les zones tribales d'Afghanistan,. De 2011 à 2013, il est directeur de cabinet de Maurice Lévy, président de Publicis Groupe,.
Le 3 avril 2013, il devient le conseiller spécial du Premier ministre Jean-Marc Ayrault, chef du pôle « stratégie, médias et communication », de Matignon. Il quitte ses fonctions le 31 mars 2014. En juin 2014 il est nommé associé à l'agence Publicis,.
De 2014 à 2020, il est conseiller à la revue Le Débat, dirigée par Pierre Nora et Marcel Gauchet.

## Œuvres

### Ouvrages
- 2021 : La Généalogie de la valeur, essai, 286 p. , Les Belles Lettres, coll. « Essais », Paris,  (ISBN 978-2-25145-166-4)
- 2022 : La Revanche de la province, essai, 128 p. , Gallimard, coll. « Le Débat », Paris,  (ISBN 978-2-07299-445-6)

### Articles
- « Le monde sans conflit selon Facebook », Le Débat, no 163,‎ janvier 2011 (lire en ligne)[13],[14].
- « Oussama Ben Laden, Barack Obama : prendre la vie, donner la mort », Le Monde,‎ 13 mai 2011 (lire en ligne).
- « Du paranormal en politique », Le Débat, no 172,‎ mai 2012 (lire en ligne).
- (en) « The Challenge, Sacrificing Younger Generations to Economic Growth », Global Economic Symposium.